# Света Петка (Младо Нагоричане)
Вижте пояснителната страница за други значения на Света Петка.
„Света Петка“ или „Света Параскева“ (на македонска литературна норма: „Света Петка“, „Света Параскева“) е поствизантийска православна църква в кумановското село Младо Нагоричане, североизточната част на Северна Македония. Част е от Кумановско-Осоговската епархия на Македонската православна църква. Представлява еднокоробна църква с отделен нартекс на запад, параклис от юг и апсида от изток. Църквата е изписана в 1628 година, вероятно малко след изграждането ѝ. Изградена е от камък в южния склон на Костоперската карпа. В 2003 година е консервирана като фрески и архитектура. Фреските са силно пострадали. Има фрагменти от житието на света Петка на южната стена на нартекса.